# Mesabolivar maxacali
Mesabolivar maxacali är en spindelart som beskrevs av Huber 2000. Mesabolivar maxacali ingår i släktet Mesabolivar och familjen dallerspindlar. Inga underarter finns listade i Catalogue of Life.